# یارزلی
یارزلی (به انگلیسی: Yearsley) یک روستا و محله مدنی در بریتانیا است که در همبلتون واقع شده‌است.